# Sinfonia n. 99 (Haydn)
La Sinfonia n. 99 in mi bemolle maggiore è una composizione di Franz Joseph Haydn.
È la settima delle dodici sinfonie londinesi.

## Storia

### Première
L'opera fu presentata in prima assoluta il 10 febbraio 1794 all'Hanover Square Rooms di Londra, dove Haydn diresse l'orchestra seduto al fortepiano. Questa serie di concerti con le composizioni di Haydn venne organizzata dal suo collega e amico Johann Peter Salomon.

## Organico
La strumentazione della sinfonia è la seguente:
- legni: 2 flauti, 2 oboi, 2 clarinetti
- ottoni: 2 corni, 2 trombe
- percussioni: timpani
- archi: violini primi e secondi (con dei momenti in secondo piano nel secondo movimento), viole, violoncelli, contrabbassi

Fu la prima delle sinfonie di Haydn in cui compaiono i clarinetti.

## Struttura
Il lavoro è stato scritto nella consueta forma in quattro movimenti:
1. Adagio (misura 18) - Vivace assai
2. Adagio (in sol maggiore) 3/4
3. Minuetto: Allegretto, 3/4 e Trio (in do maggiore)
4. Finale: Vivace 2/4

Introduzione dell'Adagio:
Audio playback is not supported in your browser. You can download the audio file.
Primo tema del Vivace assai:
Audio playback is not supported in your browser. You can download the audio file.
Secondo tema del Vivace assai (misura 71):
Audio playback is not supported in your browser. You can download the audio file.
Primo tema dell'Adagio:
Audio playback is not supported in your browser. You can download the audio file.
Secondo tema dell'Adagio (misura 27):
Audio playback is not supported in your browser. You can download the audio file.
Introduzione del Minuetto:
Audio playback is not supported in your browser. You can download the audio file.
Prema ripresa del Trio:
Audio playback is not supported in your browser. You can download the audio file.
Introduzione del Finale: Vivace:
Audio playback is not supported in your browser. You can download the audio file.